# フェリックス・サンチェス
フェリックス・サンチェス（Félix Sánchez、1977年8月30日 - ）は、ドミニカ共和国の元陸上競技選手である。2004年アテネオリンピック 2012年ロンドンオリンピック男子400mハードルの金メダリストである。なお、サンチェスが獲得した金メダルは、ドミニカ共和国にとって初のオリンピックでの金メダルであった。
サンチェスは、アメリカ合衆国のニューヨーク出生であるが、両親がドミニカ共和国出身であり、彼も1999年からドミニカ共和国の選手として競技している。
2001年から2004年にかけて、400mハードルで43連勝を記録し、一時代を築いた。特に世界陸上パリ大会の決勝では、2位に1秒近い差をつけて優勝するなど、圧倒的な強さを見せていた。
その後は故障の影響から大舞台での活躍が見られなかったが、世界陸上大阪大会で銀メダルを獲得し、復活をアピールした。
2016年4月、息子の誕生を理由に引退をした。

## 主な実績
| 年   | 大会                               | 場所                             | 種目    | 結果    | 記録    |
| ---- | ---------------------------------- | -------------------------------- | ------- | ------- | ------- |
| 1999 | パンアメリカン競技大会             | ウィニペグ（カナダ）             | 400mH   | 4位     | 48.60   |
| 1999 | パンアメリカン競技大会             | ウィニペグ（カナダ）             | 4x400mR | 6位     | 3:05.19 |
| 1999 | 世界陸上選手権                     | セビリア（スペイン）             | 400mH   | 4位(h)  | 49.67   |
| 2000 | オリンピック                       | シドニー（オーストラリア）       | 400mH   | 7位(sf) | 49.69   |
| 2001 | 世界室内陸上選手権                 | リスボン（ポルトガル）           | 400m    | 4位(sf) | 47.29   |
| 2001 | 世界陸上選手権                     | エドモントン（カナダ）           | 400mH   | 金      | 47.49   |
| 2002 | IAAFコンチネンタルカップ           | マドリード（スペイン）           | 4x400mR | 金      | 2:59.19 |
| 2002 | IAAFグランプリファイナル           | パリ（フランス）                 | 400mH   | 金      | 47.62   |
| 2003 | パンアメリカン競技大会             | サントドミンゴ（ドミニカ共和国） | 400mH   | 金      | 48.19   |
| 2003 | パンアメリカン競技大会             | サントドミンゴ（ドミニカ共和国） | 4x400mR | 銅      | 3:02.02 |
| 2003 | 世界陸上選手権                     | パリ（フランス）                 | 400mH   | 金      | 47.25   |
| 2003 | 世界陸上選手権                     | パリ（フランス）                 | 4x400mR | -       | DQ      |
| 2003 | IAAFワールドアスレチックファイナル | モンテカルロ（モナコ）           | 400mH   | 金      | 47.80   |
| 2004 | オリンピック                       | アテネ（ギリシャ）               | 400mH   | 金      | 47.63   |
| 2005 | 世界陸上選手権                     | ヘルシンキ（フィンランド）       | 400mH   | -       | DNF     |
| 2007 | パンアメリカン競技大会             | リオデジャネイロ（ブラジル）     | 400mH   | 4位     | 49.28   |
| 2007 | パンアメリカン競技大会             | リオデジャネイロ（ブラジル）     | 4x400mR | 3位     | 3:02.48 |
| 2007 | 世界陸上選手権                     | 大阪（日本）                     | 400mH   | 銀      | 48.01   |
| 2007 | 世界陸上選手権                     | 大阪（日本）                     | 4x400mR | 7位     | 3:03.56 |
| 2007 | IAAFワールドアスレチックファイナル | シュトゥットガルト（ドイツ）     | 400mH   | 7位     | 49.61   |
| 2008 | オリンピック                       | 北京（中国）                     | 400mH   | 5位(h)  | 51.10   |
| 2009 | 世界陸上選手権                     | ベルリン（ドイツ）               | 400mH   | 8位     | 50.11   |
| 2009 | 世界陸上選手権                     | ベルリン（ドイツ）               | 4x400mR | 6位     | 3:02.47 |
| 2010 | 世界室内陸上選手権                 | ドーハ（カタール）               | 4x400mR | -       | DQ      |
| 2011 | 世界陸上選手権                     | 大邱（韓国）                     | 400mH   | 4位     | 48.87   |
| 2011 | パンアメリカン競技大会             | グアダラハラ（メキシコ）         | 400mH   | 銅      | 48.85   |
| 2012 | オリンピック                       | ロンドン（イギリス）             | 400mH   | 金      | 47.63   |
| 2012 | オリンピック                       | ロンドン（イギリス）             | 4x400mR | -       | DQ      |
| 2013 | 世界陸上選手権                     | モスクワ（ロシア）               | 400mH   | 5位     | 48.22   |

## 自己ベスト
- 100m - 10秒45 (2005年4月9日)
- 200m - 20秒87 (2001年5月6日)
- 400m - 44秒90 (2001年8月19日)
- 800m - 1分48秒99 (2012年4月14日)
- 400mハードル - 47秒25 (2003年8月29日)